# Espai personal
L'espai personal és un concepte encunyat per Edward Twitchell Hal que designa la zona que envolta a cada individu i que aquest considera com a pròpia, veient amb incomoditat la presència o contacte amb altres persones fora de les relacions íntimes. La mida i importància de l'espai personal varien segons la cultura. L'espai personal se situa en un segon terme, després de l'espai íntim i abans que l'espai social o l'espai públic, en distància respecte al cos.
Segons la proxèmica, hi ha persones que per caràcter poden tenir un espai personal més diluït que d'altres i aquestes darreres viuen com una invasió o una conducta agressiva que algú entri en aquest espai sense permís directe. L'origen evolutiu d'aquesta necessitat de guardar distàncies rau en el fet de protegir-se de perills físics, que alterten quan algú entra en una zona des de la qual pot atacar per sorpresa.